# Acacia dodonaeifolia
Acacia dodonaeifolia és una espècie de planta de la família de les lleguminoses que es distribueix pel sud d'Austràlia. És un arbust tolerant de sòls calcaris que es troba en boscos oberts d'eucaliptus, a valls i vessants. És una espècie que s'usa com a planta ornamental. A les acàcies se les coneix amb el nom de Wattle, sobretot a Austràlia i Sud-àfrica.
Es consideren arbust o arbres petits, ja que poden arribar fins als 6 metres d'alçada. Presenten un port erecte i molt ramificat encara que en els individus madurs el tronc no és típicament recte i tenen una capçada ampla. Pertànyen a la secció Phyllodineae, els quals es caracteritzen per tenir fil·lodis d'un sol nervi i les flors es reuneixen en caps globulars.
S'han dispersat per zones de gran diversitat localitzant-se en terres temperades i semiàrides de l'est, sud-est i sud-oest d'Austràlia. El seu estat de conservació indica que és una espècie rara i la recol·lecció de llavors a la natura requereix un permís. El seu hàbitat i distribució es dona al sud d'Austràlia d'on hi és endèmica i on compta amb una distribució dispersa, principalment en regions properes a la costa.